# Ishigakia nigra
Ishigakia nigra là một loài tò vò trong họ Ichneumonidae.